# Inspectorul Clouseau (film)
Inspectorul Clouseau (titlu original: Inspector Clouseau) este un film britanic de comedie din 1968 regizat de Bud Yorkin. Este al treilea din seria originală de filme Pantera Roz. Rolurile principale au fost interpretate de actorii Alan Arkin, Frank Finlay și Patrick Cargill. Scenariul a fost scris de Frank Waldman și Tom Waldman bazat pe personaje create de Blake Edwards și Maurice Richlin. A fost produs de Mirisch Films la MGM-British Studios, Borehamwood și în Europa.
Scenariul Frank Waldman a scris mai târziu scenariile filmelor Întoarcerea Panterei Roz (1975), Pantera Roz contraatacă (1976), Răzbunarea Panterei Roz (1978) și  Pe urmele Panterei Roz (1982). Ultimul film a fost scris împreună cu Tom Waldman.
Filmul nu a fost regizat de Blake Edwards și nu a avut o coloană sonoră creată de Henry Mancini, de asemenea rolul principal nu a fost interpretat de Peter Sellers. Toți trei erau implicați în acel moment cu filmul Petrecerea. Compania Mirisch a vrut să continue cu acest film, așa că atunci când Sellers și Edwards au refuzat să participe, Mirisch a decis să continue fără ei. Filmul a rămas în obscuritate și, deși a fost lansat pentru acasă pe VHS, DVD și Blu-ray, nu a fost inclus în colecția Pink Panther din 2004, dar a fost adăugat ulterior la colecția Ultimate lansată în 2008.
Filmul a avut în mare parte recenzii negative și a avut rezultate slabe la box office.

## Distribuție
- Alan Arkin - Inspector Jacques Clouseau
- Frank Finlay  - Superintendent Weaver
- Patrick Cargill - Commissioner Sir Charles Braithwaite
- Beryl Reid - Mrs. Weaver
- Barry Foster - Addison Steele
- Clive Francis - Clyde Hargreaves
- Delia Boccardo - Lisa Morell
- Richard Pearson - Shockley
- Michael Ripper - Stevie Frey
- Susan Engel - Carmichael
- Wallas Eaton - Hoeffler
- Tutte Lemkow - "Frenchie" LeBec
- Katya Wyeth - Meg
- Tracey Crisp - Julie
- John Bindon - "Bull" Parker
- Geoffrey Bayldon - Gutch
- Eric Pohlmann - Bergesch
- George Pravda - Wulf
- Anthony Ainley - "Bomber" LeBec